# Obtegomeria
Obtegomeria, monotipski biljni rod iz porodice medićevki smješten u podtribus Clinopodiinae, dio tribusa Saturejeae, potporodica Nepetoideae. Jedina vrsta je O. caerulescen, endemski polugrm iz Kolumbije. Rod je opisan 1998. godine.

## Opis
Obtegomeria Doroszenko & P.D.Cantino, novi rod temeljen na Satureja sect. Obtectae Epling & Játiva, razlikuje se od ostatka kompleksa Satureja kombinacijom kruto uzdižućih replika listova, donje usne vjenčića gotovo do potpuno duge kao cijev i mrežaste peludi. Obtegomeria je monotip i endem za Kolumbiju.

## Sinonimi
- Satureja sect. Obtectae Epling & Játiva 1964, bazionim
- Calamintha caerulescens (Benth.) Wedd.; Chlor. Andina 2: 149 (1860)
- Clinopodium caerulescens (Benth.) Kuntze; Revis. Gen. Pl. 2: 515 (1891)
- Hedeoma caerulescens Benth.; Prodr. [A. P. de Candolle] 12: 245 (1848)
- Satureja caerulescens (Benth.) Epling; Repert. Spec. Nov. Regni Veg., Beih. 85: 156 (1936)
- Satureja lindeniana Briq.; Annuaire Conserv. Jard. Bot. Genève 2: 191 (1898)